# Ломоносовка (Северо-Казахстанская область)
Ломоносовка (каз. Ломоносовка) — село в районе имени Габита Мусрепова Северо-Казахстанской области Казахстана. Административный центр Ломоносовского сельского округа. Находится на левом берегу реки Ишим, примерно в 48 км к юго-юго-западу (SSW) от села Новоишимское, административного центра района, на высоте 197 метров над уровнем моря. Код КАТО — 596647100.

## Население
В 1999 году численность населения села составляла 1029 человек (487 мужчин и 542 женщины). По данным переписи 2009 года, в селе проживал 859 человек (412 мужчин и 447 женщин).